# 東雲西町
東雲西町（しののめにしまち）は、大阪府堺市堺区にある地名。2024年現在の行政地名は東雲西町一丁から東雲西町四丁。住居表示は実施済。

## 地理
堺区の北東部に位置する。東は東雲東町、南は北三国ヶ丘町、西は田出井町、北は浅香山町に接する。南部に一丁、北部に西から順に二丁から四丁がある。

## 歴史

### 沿革
- 1922年（大正11年）、堺市向井町大字北庄の一部より、東雲町成立（1950年廃止）。
- 1950年（昭和25年）、東雲町・浅香山町・田出井町の各一部より、東雲西町1 - 4丁成立。
- 2006年（平成18年）、堺市が政令指定都市に移行し、行政区を設置。東雲西町は堺区の所属となる。

## 世帯数と人口
2024年（令和6年）3月31日現在の世帯数と人口は以下の通りである。
| 丁           | 世帯数    | 人口    |
| ------------ | --------- | ------- |
| 東雲西町一丁 | 353世帯   | 566人   |
| 東雲西町二丁 | 342世帯   | 651人   |
| 東雲西町三丁 | 300世帯   | 525人   |
| 東雲西町四丁 | 325世帯   | 612人   |
| 計           | 1,320世帯 | 2,354人 |

### 人口の変遷
| 1995年（平成7年）  | 2,351人 | [ 6 ]  |  |
| 2000年（平成12年） | 2,358人 | [ 7 ]  |  |
| 2005年（平成17年） | 2,249人 | [ 8 ]  |  |
| 2010年（平成22年） | 2,264人 | [ 9 ]  |  |
| 2015年（平成27年） | 2,319人 | [ 10 ] |  |
| 2020年（令和2年）  | 2,340人 | [ 11 ] |  |

### 世帯数の変遷
| 1995年（平成7年）  | 969世帯   | [ 6 ]  |  |
| 2000年（平成12年） | 998世帯   | [ 7 ]  |  |
| 2005年（平成17年） | 1,012世帯 | [ 8 ]  |  |
| 2010年（平成22年） | 1,078世帯 | [ 9 ]  |  |
| 2015年（平成27年） | 1,132世帯 | [ 10 ] |  |
| 2020年（令和2年）  | 1,242世帯 | [ 11 ] |  |

## 学区
市立小・中学校に通う場合、学区は以下の通りとなる。
| 丁           | 番   | 小学校             | 中学校             |
| ------------ | ---- | ------------------ | ------------------ |
| 東雲西町一丁 | 全域 | 堺市立三国丘小学校 | 堺市立三国丘中学校 |
| 東雲西町二丁 | 全域 | 堺市立浅香山小学校 | 堺市立浅香山中学校 |
| 東雲西町三丁 | 全域 | 堺市立浅香山小学校 | 堺市立浅香山中学校 |
| 東雲西町四丁 | 全域 | 堺市立浅香山小学校 | 堺市立浅香山中学校 |

## 事業所
2021年（令和3年）現在の経済センサス調査による事業所数と従業員数は以下の通りである。
| 丁           | 事業所数 | 従業員数 |
| ------------ | -------- | -------- |
| 東雲西町一丁 | 58事業所 | 543人    |
| 東雲西町二丁 | 10事業所 | 27人     |
| 東雲西町三丁 | 5事業所  | 67人     |
| 東雲西町四丁 | 17事業所 | 59人     |
| 計           | 90事業所 | 696人    |

## 交通

### 鉄道
- JR西日本阪和線 - 堺市駅

### バス
- 南海バス[14]
  - 23・25・25C・32・35・35V・53・81・81L・84・84L・86・86L系統：阪和堺市駅前

## 施設
- 大阪健康福祉短期大学堺市駅前キャンパス
- 業務スーパーJR堺市駅店
- 東雲公園

## 郵便
- 郵便番号：590-0013[3]（集配局：堺郵便局[15]）。

## ギャラリー

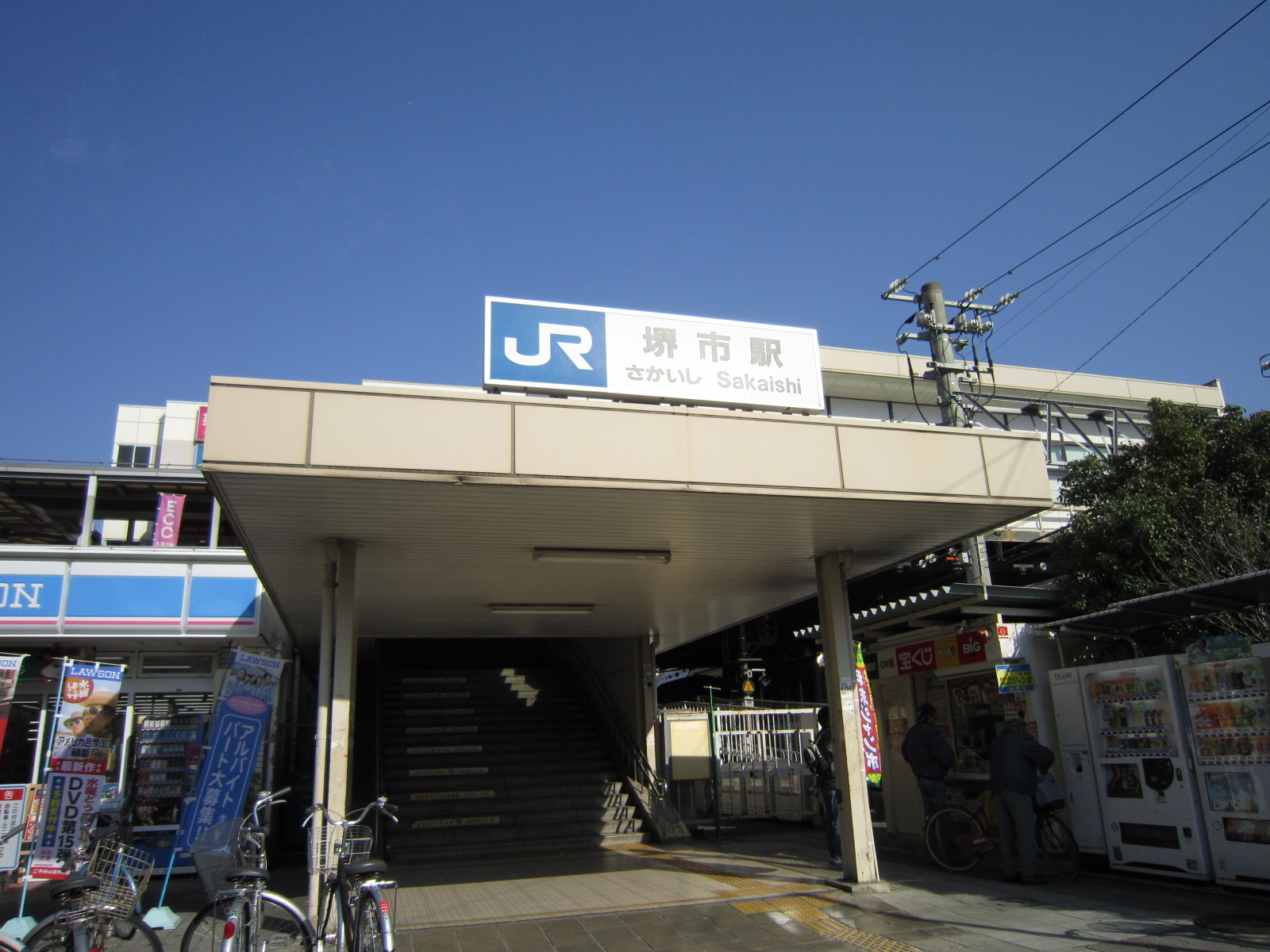
JR阪和線堺市駅